# Joe Jonas
Joseph Adam "Joe" Jonas (sinh ngày 15 tháng 8 năm 1989) là ca sĩ, nhạc sĩ và diễn viên người Mỹ. Anh cùng với em trai Nick hát chính trong ban nhạc Jonas Brothers, một ban nhạc pop-rock do anh với 2 anh em, Nick và Kevin, thành lập. Anh từng đóng vai chính Joseph Lucas trong series truyền hình của Disney Channel, JONAS.

## Tiểu sử
Joseph Adam Jonas sinh ra tại Casa Grande, Arizona Anh là con trai thứ hai của Denise, một giáo viên dạy ngôn ngữ ước hiệu và một ca sĩ, và Paul Kevin Jonas, Sr., một nhà soạn nhạc, nhạc sĩ và cựu mục sư ở nhà thờ. Joe mang dòng máu Ý (từ cụ nội), Đức, Ai-len, Anh, Cherokee và Canada cùng với Pháp. Joe có anh trai là Kevin Jonas và em trai Nick Jonas.

## Sự nghiệp âm nhạc
Xem thêm: Jonas Brothers
Joe là ca sĩ hát chính của ban nhạc Jonas Brothers cùng với anh trai Kevin và em trai Nick. Anh cũng chơi trống lắc, đánh guitar và keyboard trong một số bài hát của nhóm. Joe là ca sĩ hát chính của nhóm DNCE được thành lập vào năm 2015 với single đầu tay "Cake by The Ocean" được ra mắt vào tháng 9 năm 2015.

### Diễn xuất
Joe vào vai chính Shane Gray trong phim Camp Rock được phát trên Disney Channel (Nick đóng vai Nate còn Kevin đóng vai Jason). Shane, Nate và Jason trong ban nhạc nổi tiếng tên Connect Three trong phim.
Series thực tế Jonas Brothers: Living the dream được phát sóng trên Disney Channel, nói về tour diễn "When You Look Me In The Eyes" của ban nhạc. Joe đóng vai chính Joseph Lucas, 1 ca sĩ trong ban nhạc nổi tiếng JONAS trong phim. Họ phải cố gắng sống cuộc sống bình thường, đi học và làm việc nhà trong khi là 1 ban nhạc nổi tiếng. Phim sẽ chiếu trên Disney Channel Asia ngày 9 tháng 8 năm 2009.

## Đời tư
Năm 2006, Joe hẹn hò với AJ Michalka của nhóm Aly & AJ, như được khẳng định bởi Michalka trên blog MySpace của cô.
Năm 2008, Joe hẹn hò với ca sĩ đồng quê Taylor Swift, Caplan, David (ngày 8 tháng 9 năm 2008). "Scoop". People.com. Bản gốc lưu trữ ngày 3 tháng 3 năm 2016. Truy cập ngày 24 tháng 5 năm 2012.</ref>. Ngày 11 tháng 11 năm 2008, trong 1 cuộc phỏng vấn trên The Ellen DeGeneres Show, Swift khẳng định Joe chia tay với cô bằng 1 cuộc điện thoại 27 giây. Trong cùng cuộc phỏng vấn với Ellen DeGeneres, Swift cho biết bài hát Forever & Always, Last Kiss và Better than Revenge được cho rằng ám chỉ mối quan hệ của cô với Jonas.
Năm 2016, Joe bắt đầu hẹn hò với Sophie Tuner - sao nữ của series phim "Games of Thrones" và họ đính hôn vào tháng 10 năm 2017. 

## Danh sách đĩa nhạc
Album phòng thu
- 2011: Fastlife